# Fotografia aerea con i piccioni

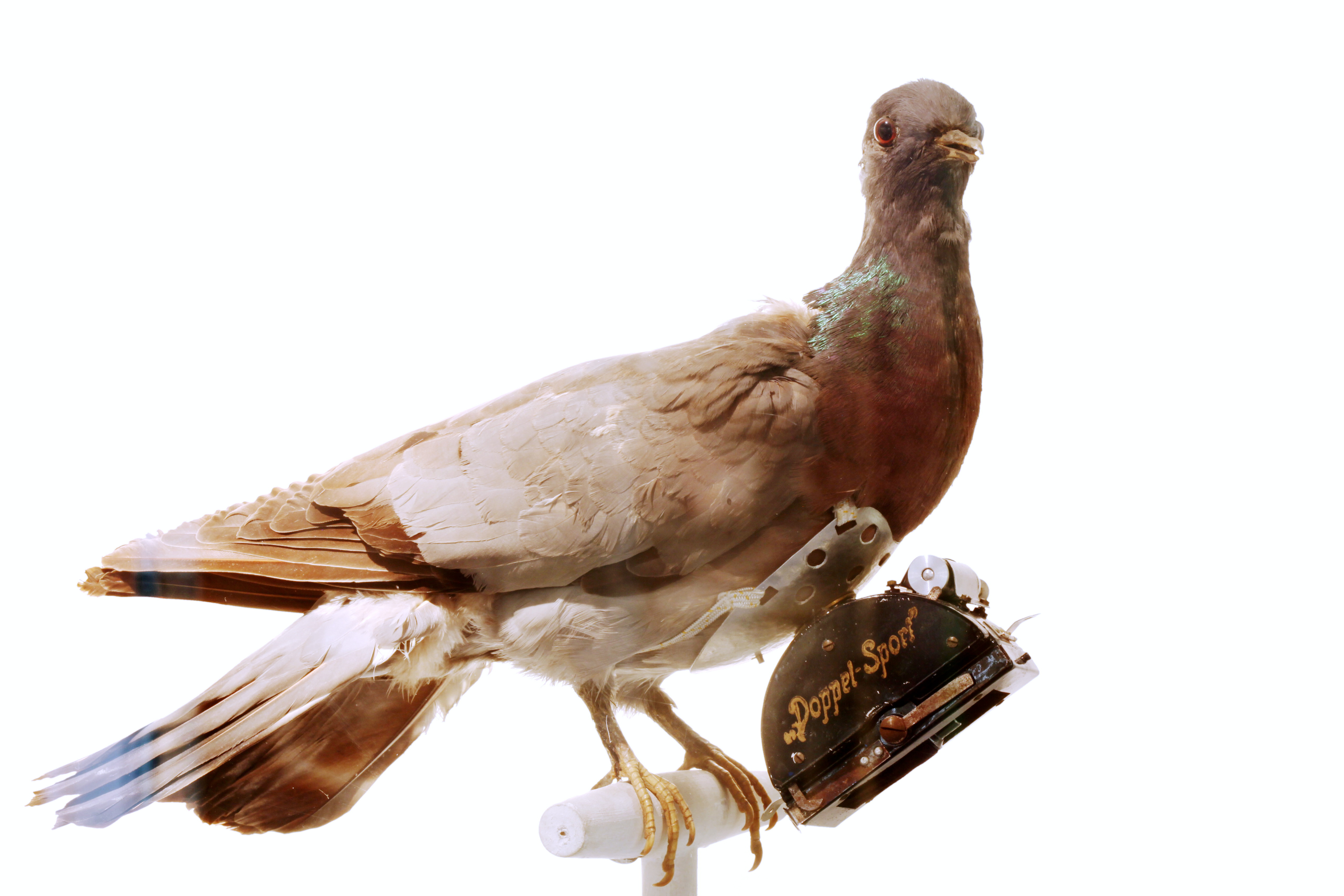
Un piccione fotografo.

La fotografia aerea con i piccioni è una tecnica fotografica inventata dal farmacista tedesco Julius Neubronner nei primi anni del XX secolo. L'idea nacque dall'intenzione di seguire i tragitti compiuti dai pennuti, munendoli di un apparecchio fotografico di peso ridotto. Dopo il brevetto del 1908 e in seguito ad alcuni perfezionamenti, tale tecnica fotografica venne utilizzata in campo militare, in particolare durante le guerre mondiali, per operazioni di ricognizione fotografica.

## L'invenzione di Neubronner

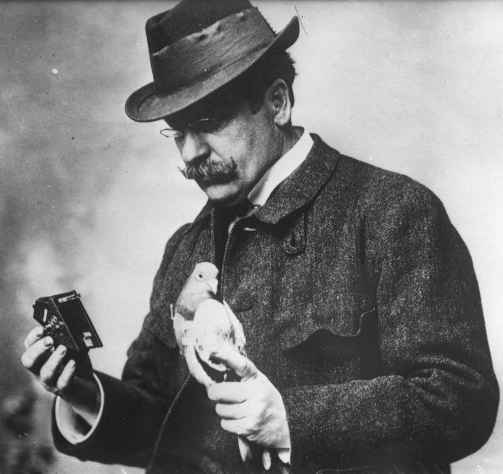
Neubronner unisce due sue passioni: quella per la fotografia e quella per i piccioni.

Julius Neubronner fu il farmacista della città tedesca di Kronberg. Fin dal 1903 il piccione fu per lui un volatile molto prezioso, in quanto utilizzato per il trasporto di medicinali e medicazioni di peso poco superiore ai 75 grammi. Durante i viaggi da una città all'altra capitò che un piccione si smarrisse, a causa della fitta nebbia. Quando quattro settimane dopo tornò a Kronberg in forma e ben nutrito, al dottore nacque la curiosità di conoscere il tragitto intrapreso dal volatile. Decise quindi di munire dei volatili di un apparecchio fotografico di dimensione e peso ridotti, unendo la sua passione per la fotografia con quella per i piccioni. Fu lui stesso a progettare e costruire i primi prototipi di fotocamere di peso compreso tra i 30 e i 75 grammi, adattabili al petto del piccione tramite un'imbragatura.

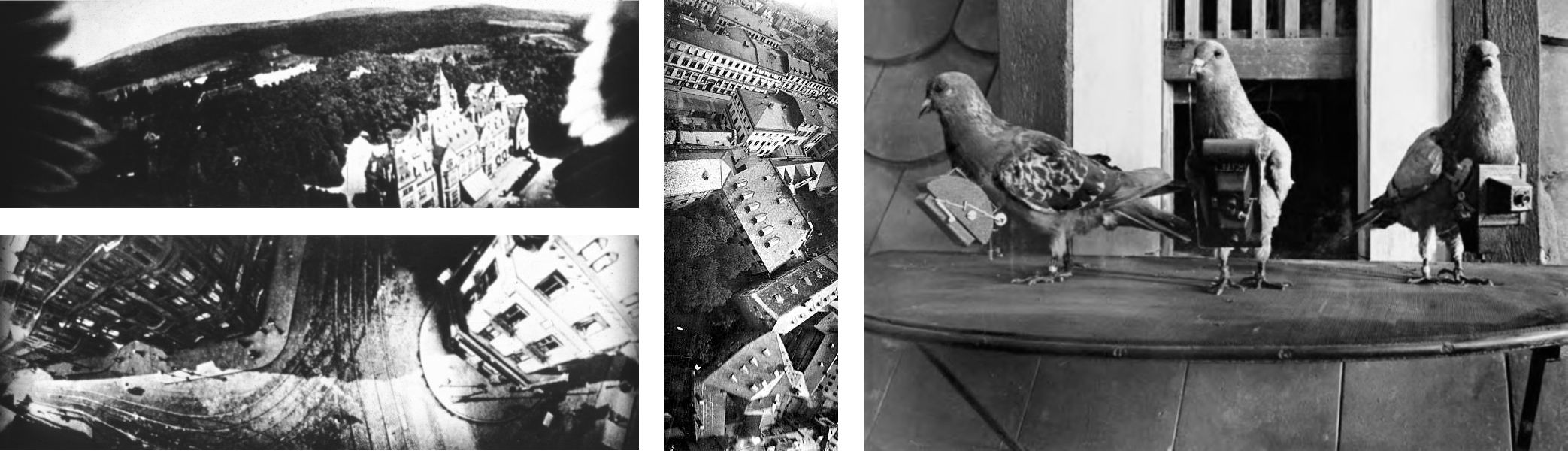
Collage di alcune fotografie scattate da un piccione fotografo:
- A destra: i tre piccioni "assunti" per scattare alcune foto su Kronberg.
- In alto a sinistra: il castello di Friedrichshof (si notino le ali del volatile ai lati della foto).
- A sinistra e al centro: Francoforte.

Dopo un accurato addestramento dei volatili, il farmacista sperimentò la tecnica liberandoli in un luogo distante circa 60 km da casa. I piccioni percorrevano la rotta prestabilita per il ritorno a un'altezza compresa tra i 50 e i 100 metri dal suolo e, a distanza di tempi prestabiliti, il timer di autoscatto provvedeva alla registrazione fotografica.
Nel 1908, dopo un primo rifiuto da parte dell'ufficio brevetti per la stranezza dell'invenzione, Neubronner riuscì ad ottenere il brevetto per la fotografia aerea con piccioni. La tecnica iniziò a divenire conosciuta l'anno successivo, quando i piccioni fotografi si esibirono presso la Mostra fotografica internazionale di Dresda. L'inventore ebbe infatti l'occasione di presentare agli spettatori dimostrazioni pratiche in volo e vendere pubblicamente delle cartoline, raffiguranti fotografie aeree ricavate in fase sperimentale.
Giornali del Novecento annunciavano così l'invenzione della fotografia tramite piccioni:

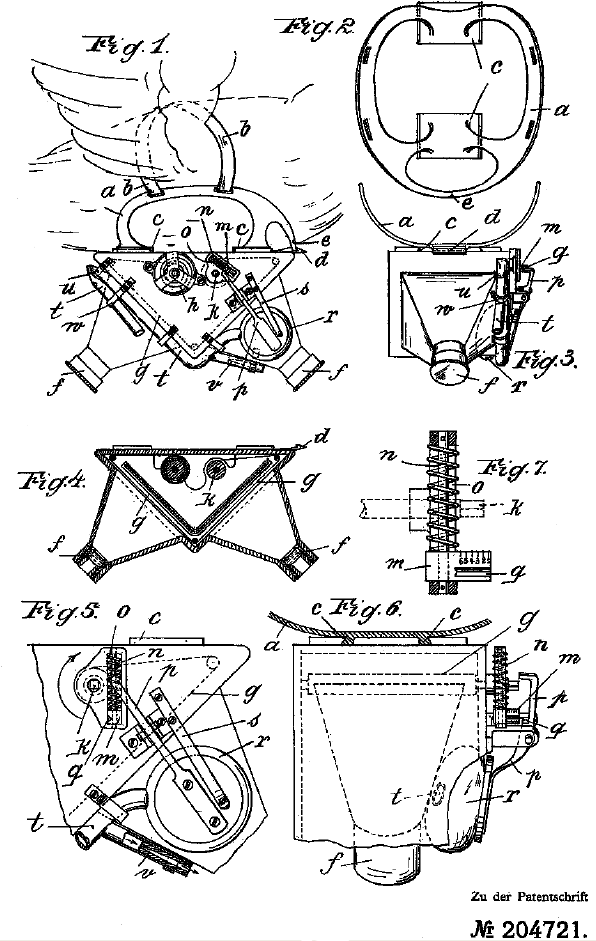
Il brevetto che descrive l'invenzione di Julius Neubronnen

Le foto di Neubronner conseguirono diversi premi nell'ambito dell'esposizione e anche del salone internazionale dell'aeronautica e dello spazio di Parigi-Le Bourget. Tra le varie fotografie, la foto di un piccione sopra il castello di Friedrichshof rimane tutt'oggi la più celebre, grazie alla presenza accidentale delle ali del volatile all'estremità della stessa. Qualche anno più tardi, nel 1929, venne perfino inserita in un cinegiornale senza alcuna citazione verso l'autore, pertanto ne conseguì una violazione del copyright.
Nel 1909 Neubronner pubblicò un libro dove descrisse i seguenti apparecchi fotografici da lui utilizzati:
- Una fotocamera dotata di due obbiettivi di lunghezza focale pari a 40 mm; Il primo era diretto verso l'alto, mentre l'altro verso il basso. L'apparecchio, munito di un singolo piano focale, era capace di produrre due lastre fotografiche contemporaneamente.
- Una fotocamera stereoscopica simile alla precedente, ma con entrambi gli obbiettivi puntati nella stessa direzione.
- Un prototipo in grado di trasportare film e di scattare più istantanee consecutive.
- Una fotocamera simile ad una reflex dalla lunghezza focale pari a 85 mm.
- Una fotocamera di peso inferiore a 40 grammi. Neubronner si sarebbe basato su questo apparecchio per realizzare la Doppel-Sport creata nel 1912, la quale era dotata di un timer che registrava il tempo tra i vari scatti ed era in grado di produrre immagini panoramiche in formato 3 x 8 cm.

Nel 1920, dopo 10 anni di creazione e sperimentazione da parte del farmacista, l'invenzione si trovava su varie enciclopedie e incominciava a prendere piede nel campo bellico. Il materiale sperimentale di Neubronner, invece, è stato poi esposto al Deutsches Technikmuseum Berlin e al Deutsches Museum.

## Prima guerra mondiale

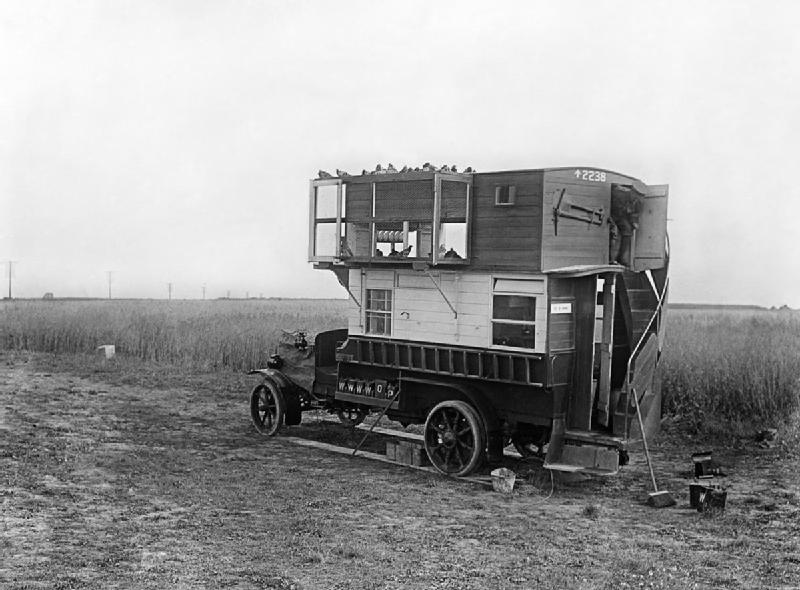
Una colombaia militare utilizzata per il trasporto dei piccioni.

Precedentemente alla prima guerra mondiale, il campo della ricognizione fotografica militare subì importanti evoluzioni, che portarono alla sostituzione di apparecchi volanti primitivi come razzi, aquiloni e palloni, con aeromobili progettati per gli specifici compiti ricognitivi. Malgrado ciò, il piccione presentava diversi vantaggi rispetto alle nuove tecnologie. Difatti poteva volare a velocità e quota inferiore senza mettere a rischio vite umane, producendo foto più dettagliate e rimanendo indifferente alle esplosioni di ordigni.

Basandosi su questi motivi, Neubronner tentò di vendere la sua invenzione allo Stato tedesco. Furono diverse le prove che i piccioni dovettero superare per l'arruolamento, tra cui la ricognizione fotografica dell'impianto idrico del quartiere di Tegel e della città un tempo tedesca di Strasburgo. Contemporaneamente alla fase sperimentale scoppiò la prima guerra mondiale ed i volatili vennero mandati a svolgere diverse missioni ottenendo dei buoni risultati. Tra quelle compiute con maggior successo si ricordano la battaglia di Verdun e quella della Somme.

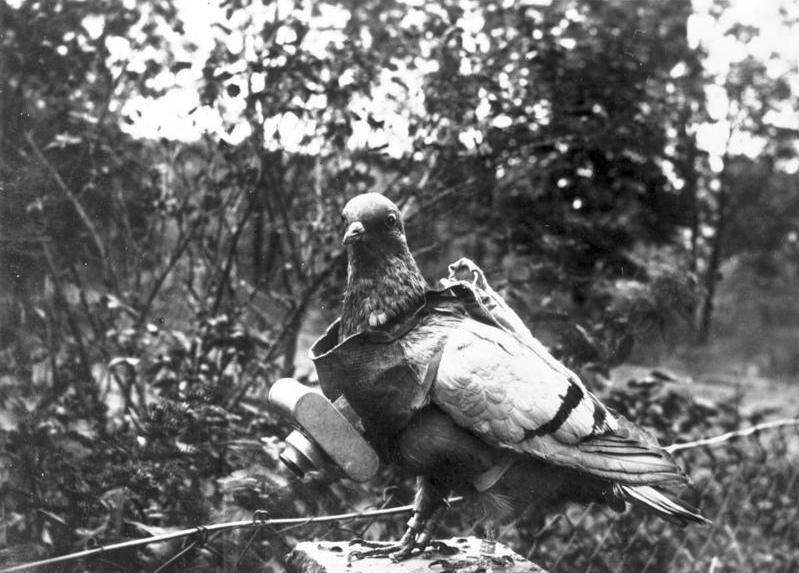
Fotografia rappresentante un piccione fotografo, con l'apposita attrezzatura appesa al collo. Quest'ultima può essere regolata in modo che scatti fotografie in tempi predeterminati o in luoghi specifici.

Durante i conflitti, i piccioni venivano trasportati da un luogo all'altro tramite delle colombaie mobili, nelle quali venivano allevati da principio e vivevano quotidianamente. In questo modo si evitavano problemi di disorientamento dovuti allo spostamento da una colombaia fissa ad una mobile. Tuttavia il loro utilizzo non fu molto frequente e forse per lo stesso motivo il ministro della guerra tedesco, al termine dei conflitti, negò la possibilità di riutilizzare i volatili in campo bellico nel futuro.

## Seconda guerra mondiale

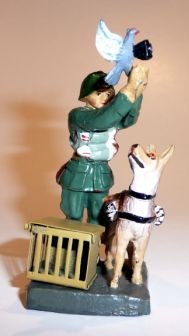
Un giocattolo tedesco in cui un soldato è raffigurato nell'atto di rilasciare un piccione fotografo.

Nel 1932, contro le decisioni precedentemente prese, l'esercito tedesco continuò gli addestramenti dei piccioni. Furono numerose le evoluzioni che si apportarono alla tecnica militare. In particolare vennero addestrati dei cani per il trasporto dei pennuti. La Francia creò e adattò al petto dei volatili delle cineprese leggere, le quali vennero nel tempo perfezionate dall'orologiaio di Schmiedrued Christian Adrian Michel, che le adattò a sua volta al formato cinematografico 16 millimetri brevettando il tutto nel 1937. Lo stesso progettista tentò di vendere l'invenzione del peso di 70 grammi allo Stato svizzero nel periodo precedente al secondo conflitto mondiale, ma non trovò fortuna. Pertanto i piccioni combatterono anche la seconda guerra mondiale a favore del fronte tedesco: non è chiaro se lo fecero in qualità di fotografi o se svolsero altre mansioni.
A testimonianza dell'evoluzione della tecnica in questo periodo, il Musée suisse de l'appareil photographique di Vevey conserva oltre un migliaio di scatti sperimentali, attribuibili al lavoro dell'orologiaio svizzero. Al termine dei conflitti i piccioni divennero ancor più conosciuti, al punto da essere stati riprodotti sotto forma di giocattoli dall'azienda tedesca Elastolin.

## Il periodo successivo alla seconda guerra mondiale

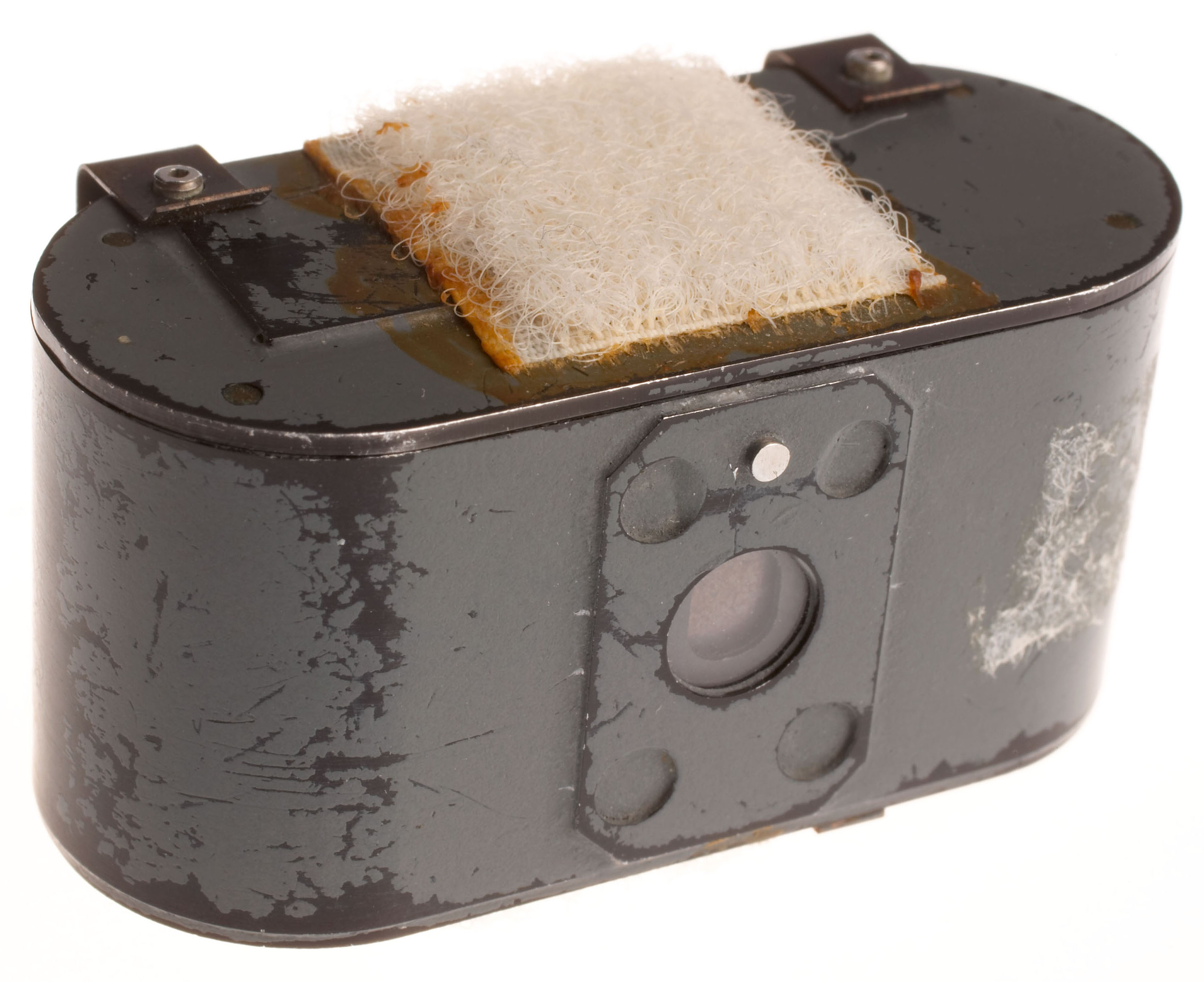
La fotocamera sviluppata ed utilizzata dalla CIA.

Nel periodo postbellico l'invenzione di Neubronner continuò, seppure con minor successo, a prestarsi per servizi ausiliarî. La CIA fu interessata all'utilizzo dei piccioni per fini di spionaggio. Creò pertanto una fotocamera alimentata a pile che prestò servizio per l'agenzia americana durante gli anni settanta. Secondo alcune fonti anche gli eserciti svizzero e francese adoperarono la tecnica per lo stesso fine. Anche il fotografo Febo de Vries-Baumann utilizzò i pennuti per fotografare alcune strade di Basilea.
Nel 2002 Amos Latteier, residente nella città di Portland (Oregon), sviluppò una fotocamera con l'Advanced Photo System, che fece utilizzare ai suoi piccioni per fotografare la città. L'utilizzo della tecnica andò col tempo a sparire, ma rimasero dei riferimenti in numerose opere letterarie e cinematografiche, in particolare si ricorda un adattamento della famosa fiaba La bella addormentata. Inoltre la tecnica venne adattata ad aquile, falchi ed astori, per produrre alcuni cortometraggi.. È stata inoltre applicata anche ad animali terrestri come i gatti.

## Bibliografia

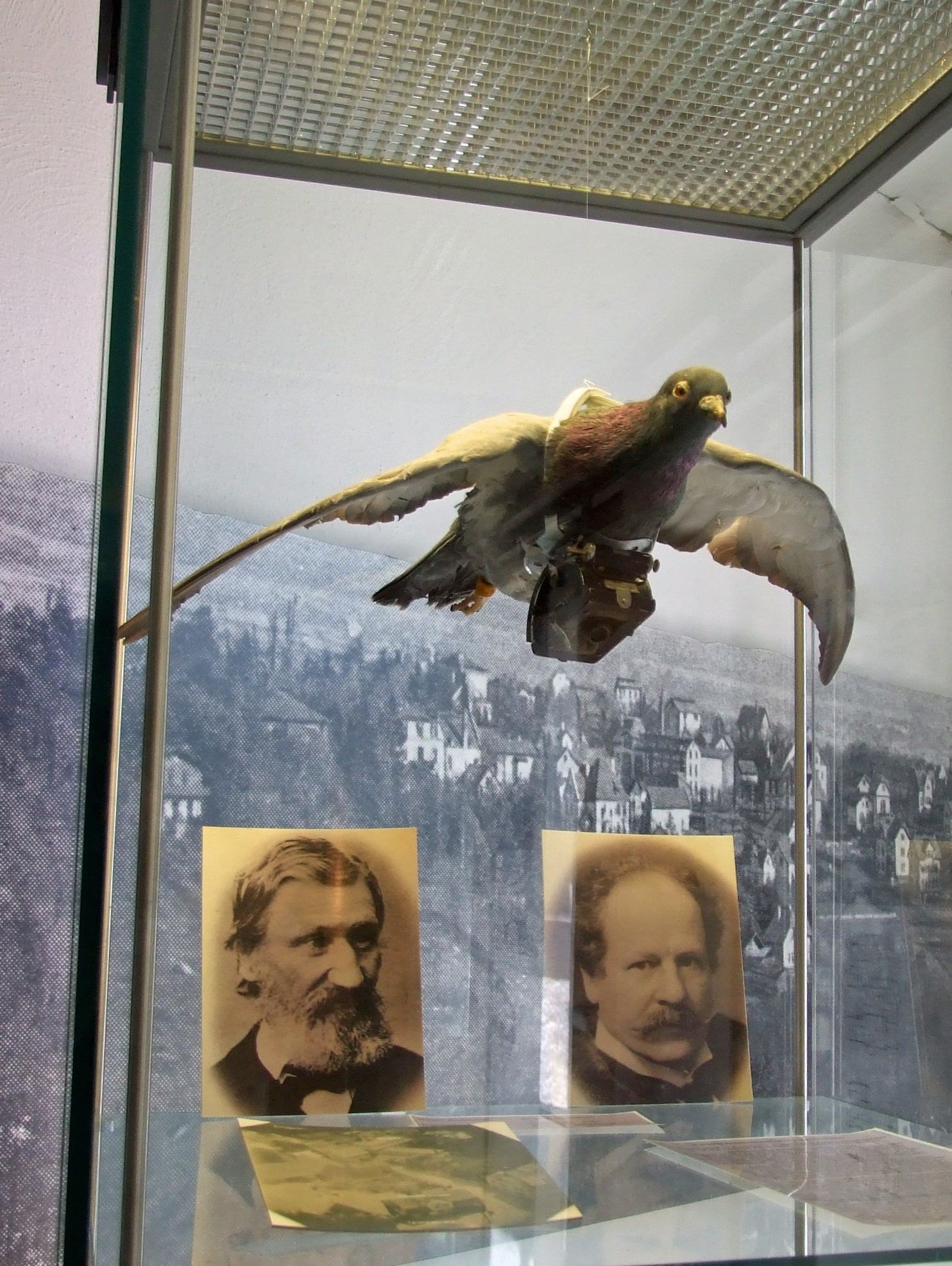
Riproduzione di un piccione fotografo in volo sita nello Stadtmuseum di Kronberg.